# Karlukovo, Loveci
Karlukovo (în bulgară Карлуково) este un sat în comuna Lukovit, regiunea Loveci,  Bulgaria. 

## Demografie
Componența etnică a satului Karlukovo
     Bulgari (76,85%)
     Romi (21,48%)
     Nicio identificare (0,35%)
     Altele (1,29%)
La recensământul din 2011, populația satului Karlukovo era de 847 locuitori. Din punct de vedere etnic, majoritatea locuitorilor (76,85%) erau bulgari, cu o minoritate de romi (21,48%). Pentru 0,35% din locuitori nu este cunoscută apartenența etnică.